# 海勒福什市镇
59°46′N 14°31′E / 59.767°N 14.517°E
海勒福什市镇（瑞典語：Hällefors kommun）是瑞典中部厄勒布鲁省的一个市镇。其治所位于海勒福什。